# Logisticus modestus
Logisticus modestus là một loài bọ cánh cứng trong họ Cerambycidae.